# Атака на информационную систему
Атака на информационную систему — это совокупность преднамеренных действий злоумышленника, направленных на нарушение одного из трех свойств информации — доступности, целостности или конфиденциальности.

Выделяют три этапа реализации атак:

1. Этап подготовки и сбора информации об объекте атаки.

2. Этап реализации атаки.

3. Этап устранения следов и информации об атаковавшем.

Классификация атак на информационную систему может быть выполнена по нескольким признакам:

По месту возникновения:

1. Локальные атаки (источником данного вида атак являются пользователи и/или программы локальной системы);
2. Удалённые атаки (источником атаки выступают удалённые пользователи, сервисы или приложения).

По воздействию на информационную систему:
1. Активные атаки (результатом воздействия которых является нарушение деятельности информационной системы);
2. Пассивные атаки (ориентированные на получение информации из системы, не нарушая функционирование информационной системы).